# روشن‌دشت
روستایی در دهستان جی واقع در بخش مرکزی شهرستان اصفهان است.

## جمعیت
این روستا در دهستان جی قرار دارد و براساس سرشماری مرکز آمار ایران در سال ۱۳۸۵، جمعیت آن ۲۶۹ نفر (۸۰خانوار) بوده‌است.